# Garrincha
Manuel Francisco dos Santos (Magé, Río de Janeiro, 28 de octubre de 1933-Río de Janeiro, 20 de enero de 1983), conocido como Garrincha o Mané Garrincha, fue un futbolista brasileño que jugó como extremo derecho. Ha sido catalogado por la FIFA y por varios medios como el mejor regateador en la historia del fútbol.
Formó parte de la selección brasileña que ganó la Copa Mundial de Suecia 1958 y la de Chile 1962, en la segunda ocasión fue elegido como el mejor jugador. Es considerado el mejor puntero derecho de la historia y ocupa el octavo lugar en la clasificación del mejor futbolista del siglo, publicada por IFFHS en 2004. Se convirtió, junto con Pelé, en el jugador más querido de la afición brasileña, por lo que lo apodaron la Alegría del Pueblo.
El 14 de diciembre de 2020, fue incluido como extremo derecho en el segundo dream team histórico del Balón de Oro.

## Biografía

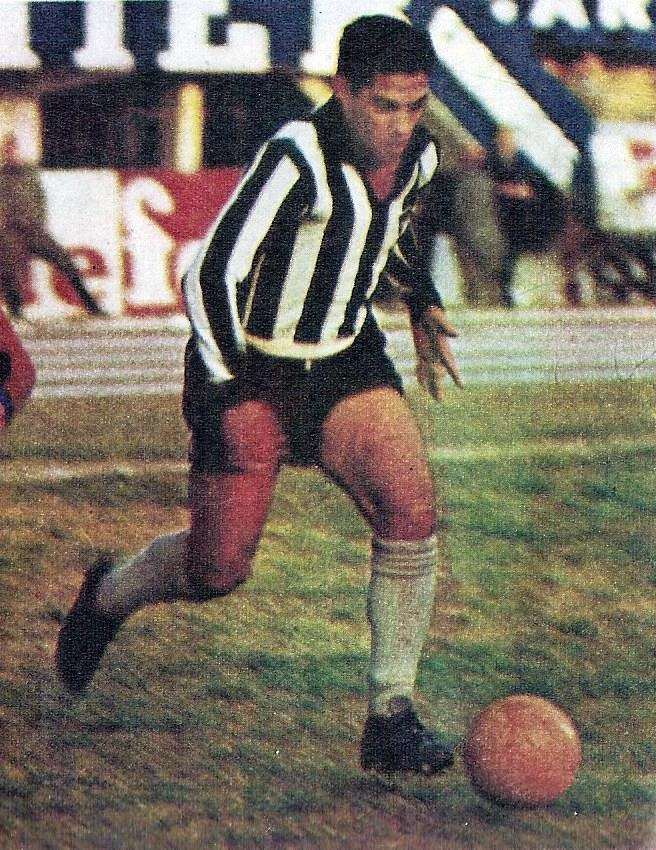
Garrincha con el Botafogo

Nació en Pau Grande, Magé, Río de Janeiro, el 28 de octubre de 1933. Su apodo Mané es un apócope del nombre propio Manuel.
Garrincha es el nombre de un pájaro (Troglodytes musculus) que vive en las selvas del Mato Grosso, en Brasil. Dicha ave es veloz y torpe, por lo que suele ser cazado con mucha facilidad. A Mané, sus hermanos le atribuyeron el sobrenombre Garrincha al considerarlo libre, puro y veloz como aquel pájaro. Garrincha era zambo, tenía los pies girados ochenta grados hacia adentro, su pierna derecha seis centímetros más corta que la izquierda y la columna vertebral torcida. Asuntos que se agravaron por una severa poliomielitis. De pequeño lo operaron sin éxito para curarle la anormalidad de las piernas, las que le sirvieron para confundir a sus rivales, amagando entonces jugar para un lado e irse para el otro. Cabe destacar que desde los diez años era adicto al tabaco.
Los médicos no le diagnosticaron un gran futuro deportivo; contrariándolos, aprendió a jugar al fútbol, y esa resultó ser su mayor virtud. El psicólogo del seleccionado brasileño, el profesor João de Carvalahaes, consideraba que Garrincha era «un débil mental no apto para desenvolverse en un juego colectivo». [cita requerida]
Dio sus primeros pasos futbolísticos en el equipo de la empresa textil en la que trabajaba. Su primer equipo profesional fue el Botafogo, de Río de Janeiro, club en el que cumplió su más brillante labor, desde 1951 a 1966. En este club obtuvo tres títulos, fue elegido el mejor jugador del mundo en 1962.[cita requerida]

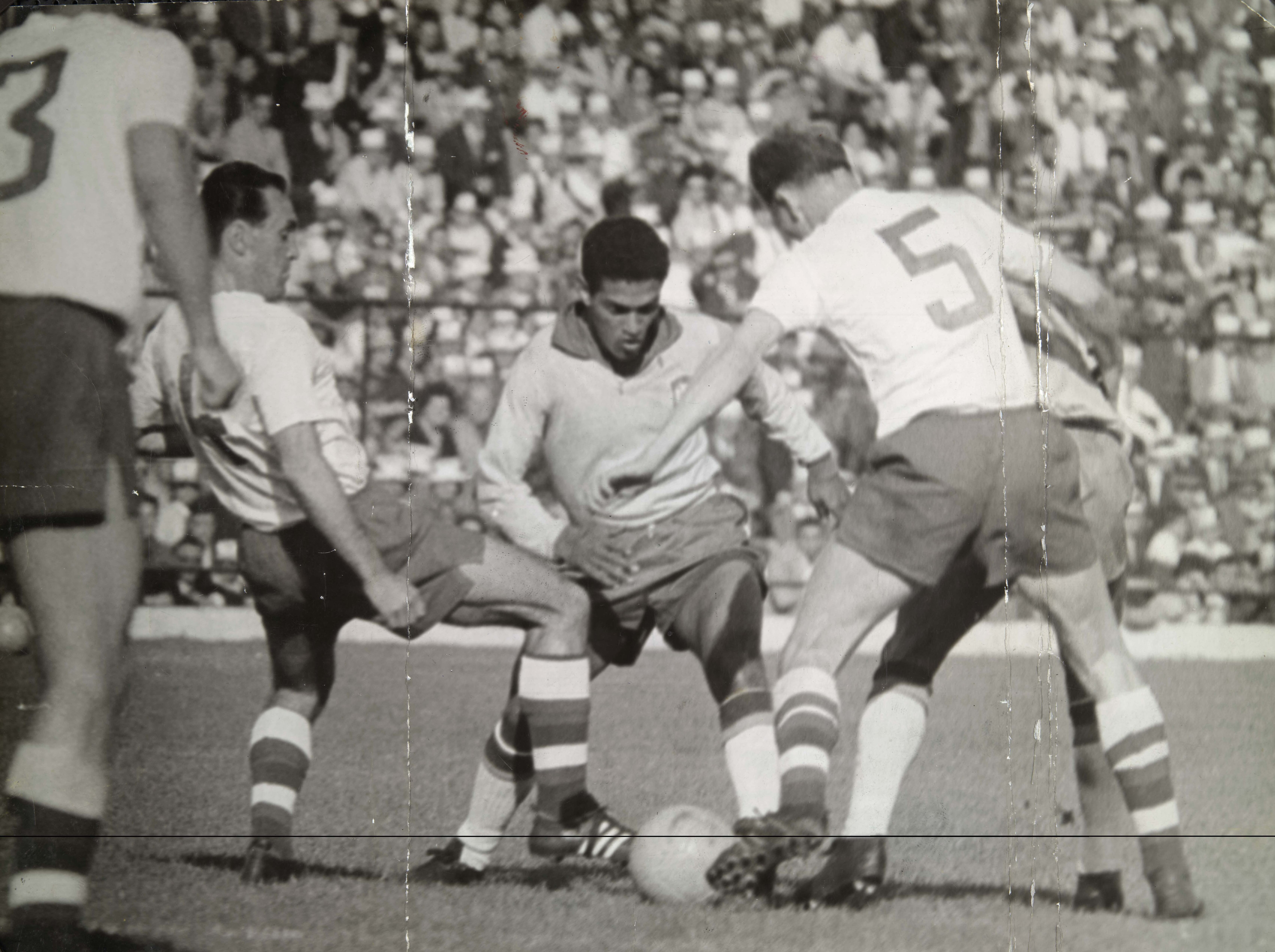
Garrincha, Campeón del mundo en Chile 1962

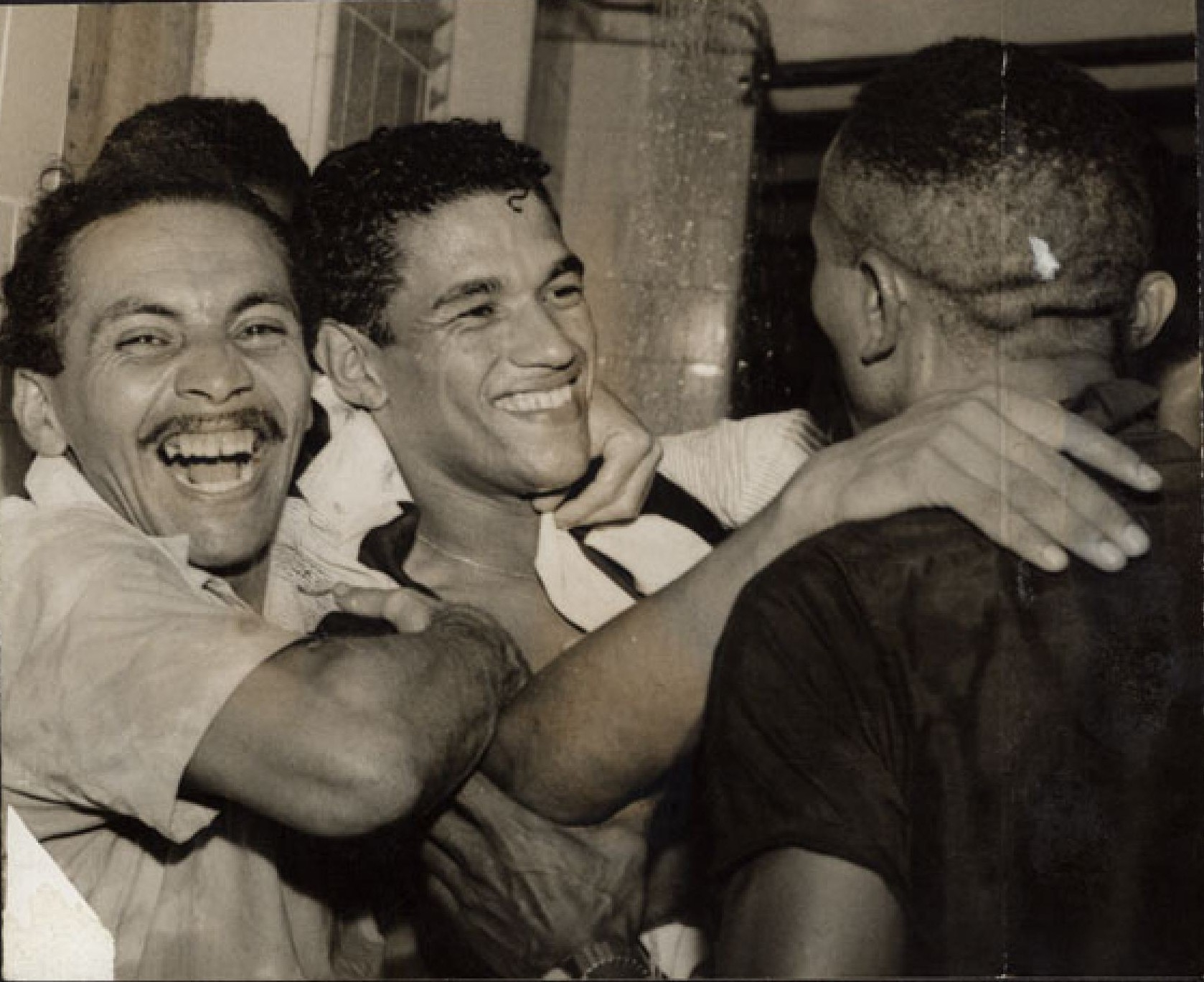
Garrincha, Botafogo 1957

En 1967 pasó al Corinthians de São Paulo. En 1968 llegó al Junior de Barranquilla, después de una transferencia muy costosa de Colombia. Su primer partido, contra Santa Fe de Bogotá, fue en el Estadio Romelio Martínez de Barranquilla, que se vio repleto de público para verlo jugar. Luego, en el mismo 1968, pasó al Flamengo. En 1971 fue contratado por el Red Star Paris, de Francia, y en 1972 jugó en Olaria, de Río de Janeiro, club en el que cerró su carrera deportiva.
Participó en tres Copas Mundiales de la FIFA: Suecia 58, Chile 62 e Inglaterra 66, y obtuvo el primer puesto en las dos primeras. En Suecia 1958 formó la delantera junto a Pelé, Didí, Vavá y Mario Zagallo. Jugó con la selección sesenta partidos, de los cuales ganó cincuenta y dos, empató siete y perdió solo uno. El dato llamativo es que Brasil nunca cayó con Garrincha y Pelé jugando juntos con la Verdeamarilla.

## Estilo de juego

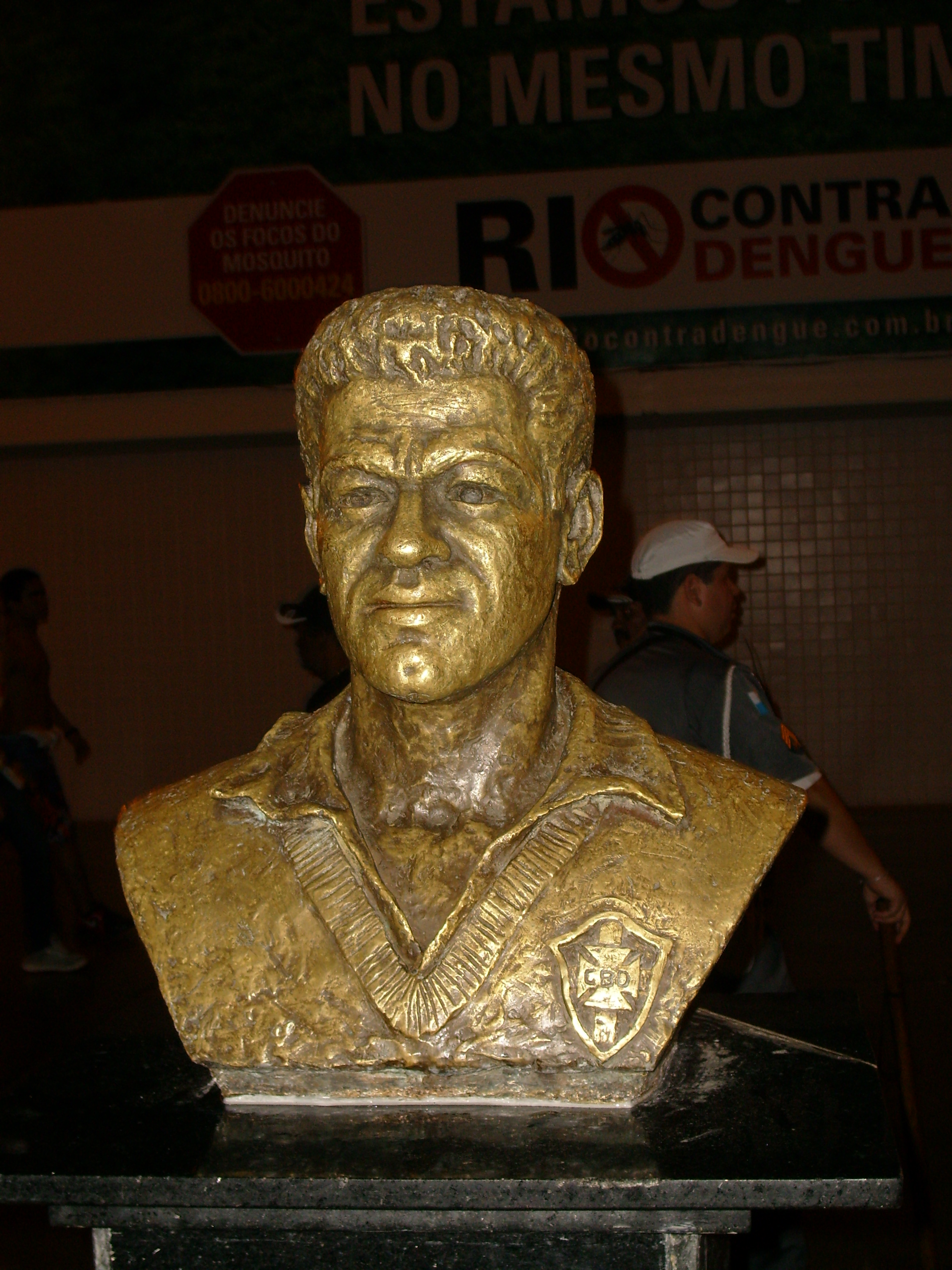
Busto de Garrincha en el Maracaná.

Un extremo derecho explosivo, ágil y diminuto con un centro de gravedad bajo. Garrincha es conocido por su creatividad, velocidad y rapidez de ejecución, así como por su notable control del balón, su técnica, su estilo, su imaginación, sus habilidades de regateo y de hacer fintas en la banda, que le permitían crear ocasiones de la nada. Capaz tanto de marcar goles como de crear ocasiones para sus compañeros. También poseía un potente disparo con ambos pies, era un dotado pasador y especialista en faltas de tiro directo, conocido por sus tiros libres y córneres ejecutados con el exterior del pie. Sin embargo, lo más famoso era su capacidad de regateo, habilidad que conservó durante toda su carrera. Respecto a la capacidad de regateo de Garrincha, el escritor de fútbol Scott Murray comentó al escribir para The Guardian en 2010: «... la conclusión es incontestable: Garrincha fue el mejor regateador de la historia».
Adorado por el público brasileño, debido a su inocencia, su actitud despreocupada y su capacidad para divertirse haciendo el ridículo a los jugadores contrarios, Garrincha era conocido como la Alegría del Pueblo. Djalma Santos, su compañero de equipo en Brasil, declaró: «Tenía un espíritu infantil. Garrincha era la respuesta del fútbol a Charlie Chaplin».

## Vida privada
Garrincha era adicto al tabaco y el alcohol. Tuvo catorce hijos reconocidos, con distintas esposas y otras mujeres.

## Fallecimiento
Garrincha falleció el 20 de enero de 1983 en Río de Janeiro a la edad de 49 años, por «congestión pulmonar, pancreatitis y pericarditis, todo dentro del cuadro clínico de alcoholismo crónico», según los informes médicos. Su velatorio se realizó en el estadio Maracaná, y su ataúd fue cubierto con una bandera del club que lo vio brillar, el Botafogo. Fue enterrado en el cementerio de Pau Grande, su epitafio dice «Aquí yace en paz la que fue la Alegria do Povo, Mané Garrincha». En 2017 sus restos fueron desaparecidos en medio de un confuso trámite en ese cementerio y aún permanecen sin ser hallados.

## Selección nacional

#### Participaciones en Copas del Mundo
| Mundial                        | Sede       | Resultado    | PJ | Goles |
| ------------------------------ | ---------- | ------------ | -- | ----- |
| Copa Mundial de Fútbol de 1958 | Suecia     | Campeón      | 4  | 0     |
| Copa Mundial de Fútbol de 1962 | Chile      | Campeón      | 6  | 4     |
| Copa Mundial de Fútbol de 1966 | Inglaterra | Primera fase | 2  | 1     |

## Clubes
| Club              | País     | Año     |
| ----------------- | -------- | ------- |
| Botafogo          | Brasil   | 1953-65 |
| S. C. Corinthians | Brasil   | 1966    |
| Portuguesa        | Brasil   | 1967    |
| Junior            | Colombia | 1968    |
| C. R. Flamengo    | Brasil   | 1968-69 |
| Rio-Grandense     | Brasil   | 1969    |
| Novo Hamburgo     | Brasil   | 1969    |
| Red Star Paris    | Francia  | 1971    |
| Olaria            | Brasil   | 1972    |

## Estadísticas
| Club                 | Temporada            | Liga                 | Liga  | Liga  | Copa  | Copa  | Internacional | Internacional | Otros | Otros | Total | Total |
| Club                 | Temporada            | Comp.                | Part. | Goles | Part. | Goles | Part.         | Goles         | Part. | Goles | Part. | Goles |
| -------------------- | -------------------- | -------------------- | ----- | ----- | ----- | ----- | ------------- | ------------- | ----- | ----- | ----- | ----- |
| Botafogo F. R.       | 1953                 | RJ                   | 26    | 20    | –     | –     | –             | –             | 0     | 0     | 26    | 20    |
| Botafogo F. R.       | 1954                 | RJ                   | 25    | 7     | –     | –     | –             | –             | 9     | 1     | 35    | 8     |
| Botafogo F. R.       | 1955                 | RJ                   | 19    | 3     | –     | –     | –             | –             | 9     | 2     | 28    | 5     |
| Botafogo F. R.       | 1956                 | RJ                   | 20    | 5     | –     | –     | –             | –             | 0     | 0     | 20    | 5     |
| Botafogo F. R.       | 1957                 | RJ                   | 21    | 6     | –     | –     | –             | –             | 9     | 2     | 30    | 8     |
| Botafogo F. R.       | 1958                 | RJ                   | 26    | 10    | –     | –     | –             | –             | 9     | 1     | 35    | 13    |
| Botafogo F. R.       | 1959                 | RJ                   | 23    | 9     | –     | –     | –             | –             | 5     | 3     | 28    | 12    |
| Botafogo F. R.       | 1960                 | RJ                   | 21    | 8     | –     | –     | –             | –             | 9     | 1     | 30    | 9     |
| Botafogo F. R.       | 1961                 | RJ                   | 21    | 6     | –     | –     | –             | –             | 11    | 2     | 32    | 11    |
| Botafogo F. R.       | 1962                 | RJ                   | 21    | 8     | 3     | 0     | –             | –             | 7     | 2     | 31    | 15    |
| Botafogo F. R.       | 1963                 | RJ                   | 3     | 1     | 1     | 0     | 2             | 0             | 1     | 0     | 7     | 1     |
| Botafogo F. R.       | 1964                 | RJ                   | 4     | 0     | –     | –     | –             | –             | 7     | 3     | 11    | 3     |
| Botafogo F. R.       | 1965                 | RJ                   | 5     | 2     | –     | –     | –             | –             | 7     | 0     | 12    | 2     |
| Total Botafogo F. R. | Total Botafogo F. R. | Total Botafogo F. R. | 236   | 85    | 4     | 0     | 2             | 0             | 83    | 17    | 325   | 102   |
| Corinthians          | 1966                 | SP                   | 4     | 0     | –     | –     | –             | –             | 6     | 1     | 10    | 1     |
| Atlético Junior      | 1968                 | 1.ª                  | 1     | 0     | –     | –     | –             | –             | –     | –     | 1     | 0     |
| Flamengo             | 1968                 | RJ                   | 0     | 0     | –     | –     | –             | –             | –     | –     | 0     | 0     |
| Flamengo             | 1969                 | RJ                   | 4     | 0     | –     | –     | –             | –             | –     | –     | 4     | 0     |
| Olaria               | 1972                 | RJ                   | 8     | 0     | –     | –     | –             | –             | –     | –     | 8     | 0     |
| Total carrera        | Total carrera        | Total carrera        | 253   | 85    | 4     | 0     | 2             | 0             | 89    | 18    | 348   | 103   |

## Palmarés

### Campeonatos regionales
| Título               | Equipo            | País   | Año  |
| -------------------- | ----------------- | ------ | ---- |
| Campeonato Carioca   | Botafogo F. R.    | Brasil | 1957 |
| Campeonato Carioca   | Botafogo F. R.    | Brasil | 1961 |
| Campeonato Carioca   | Botafogo F. R.    | Brasil | 1962 |
| Torneo Río-São Paulo | Botafogo F. R.    | Brasil | 1962 |
| Torneo Río-São Paulo | Botafogo F. R.    | Brasil | 1964 |
| Torneo Río-São Paulo | S. C. Corinthians | Brasil | 1966 |

### Campeonatos internacionales
| Título                 | Equipo              | Sede   | Año  |
| ---------------------- | ------------------- | ------ | ---- |
| Copa Mundial de Fútbol | Selección de Brasil | Suecia | 1958 |
| Copa Mundial de Fútbol | Selección de Brasil | Chile  | 1962 |

### Distinciones individuales
| Distinción                                               | Año  |
| -------------------------------------------------------- | ---- |
| Incluido en el Equipo Ideal de la Copa Mundial de Fútbol | 1958 |
| Bota de Oro de la Copa Mundial de Fútbol                 | 1962 |
| Incluido en el Equipo Ideal de la Copa Mundial de Fútbol | 1962 |
| Incluido en el Equipo Histórico de la Copa Mundial FIFA  | 1994 |
| Incluido en la Selección Sudamericana del siglo XX       | 1998 |
| Incluido en el Equipo mundial del siglo XX               | 1998 |
| Miembro del Salón de la Fama del Fútbol                  | 2011 |
| Once histórico de plata del Balón de Oro                 | 2020 |